# Уотертаун (город, Миннесота)
Уотертаун (англ. Watertown) — город в округе Карвер, штат Миннесота, США. На площади 4,4 км² (4,3 км² — суша, 0,1 км² — вода), согласно переписи 2002 года, проживают 3029 человек. Плотность населения составляет 6847,5 чел./км².
- Телефонный код города — 952
- Почтовый индекс — 55388
- FIPS-код города — 27-68548[1]
- GNIS-идентификатор — 0653835[2]